# Richard Owen
Richard Owen (Lancaster, 20 de julio de 1804-Londres, 18 de diciembre de 1892) fue un biólogo, paleontólogo y anatomista comparativo inglés.

## Biografía académica

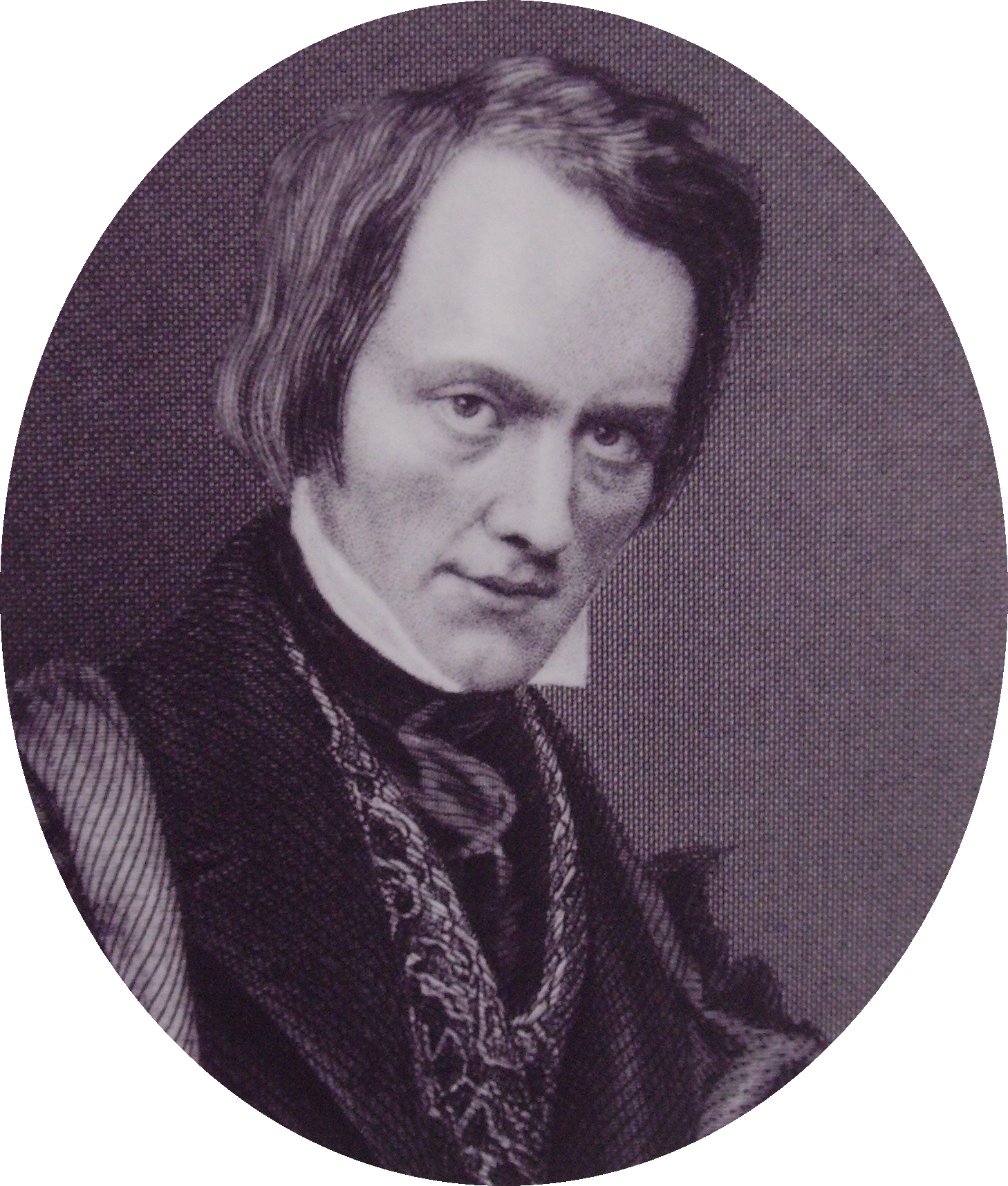
Retrato de Richard Owen, en su juventud.

Owen nació en Lancaster, Inglaterra y fue educado en el colegio Lancaster Royal Grammar. En 1820 entró como aprendiz de un cirujano y farmacéutico local. En 1824 ingresó como estudiante de medicina en la Universidad de Edimburgo. Dejó la universidad al año siguiente y completó su curso de medicina en el Hospital de San Bartolomé de Londres, donde estuvo a las órdenes del eminente cirujano John Abernethy.
Owen sintió interés por la investigación en anatomía y Abernethy le recomendó que aceptara el puesto de asistente de William Clift, conservador del museo del Real Colegio de Cirujanos. Este trabajo le interesó tanto que pronto abandonó su interés por ejercer la medicina y a partir de este momento dedicó su vida puramente a labores científicas. Owen preparó una importante serie de catálogos de la colección Hunter del Real Colegio de Cirujanos y con este trabajo adquirió excelentes conocimientos de anatomía comparada que le fueron muy útiles a lo largo de su carrera, especialmente en sus investigaciones sobre los restos de animales extinguidos.
En 1836 fue nombrado profesor Hunter del Real Colegio de Cirujanos y en 1849 sucedió a Clift como conservador. Owen estaría en este puesto hasta 1856 cuando fue nombrado superintendente del departamento de Historia natural del Museo Británico. Su reestructuración del departamento llevaría al traslado de las colecciones de historia natural del Museo Británico a un nuevo edificio en South Kensington, y la creación del Museo de Historia Natural. Owen permaneció en activo hasta que completó su trabajo en 1884 cuando recibió la distinción K.C.B. y se retiró a Sheen Lodge hasta su muerte.
El final de su carrera estuvo empañado por acusaciones de no valorar el trabajo de otros e incluso de publicar como suyas investigaciones de terceros. Esto culminó en 1844 cuando publicó reclamando suyo un artículo sobre belemnites que ya había sido presentado por Chaning Pearce unos años antes en la Sociedad Geológica, lo que provocó su expulsión de los consejos de la Sociedad Zoológica de Londres y de la Royal Society.

## Obra

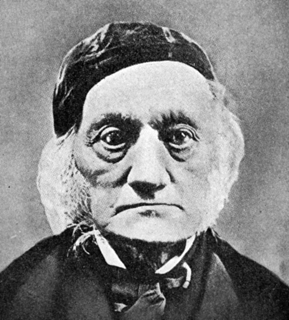
Retrato de Richard Owen, anciano.

### Trabajos sobre invertebrados
Mientras se ocupaba de catalogar la colección Hunter, Owen no se limitó a las preparaciones que ya se habían realizado sino que aprovechó cada oportunidad para diseccionar nuevos especímenes. Owen también se vio beneficiado por el privilegio de investigar los animales muertos en los jardines de la Sociedad Zoológica de Londres y cuando la sociedad empezó publicar artículos científicos, Owen fue uno de los mayores contribuyentes en artículos sobre anatomía. No obstante, su primera publicación notable fue Memoir on the Pearly Nautilus (Londres, 1832), que pronto se convirtió en un clásico. Posteriormente continuó haciendo contribuciones en cada área de anatomía comparada y zoología durante casi cincuenta años. Sobre las esponjas Owen fue el primero en describir la ahora bien conocida Euplectella (1841, 1857). Entre los Entozooa su más notable descubrimiento fue el de Trichina spiralis (1835), el parásito que infecta los músculos humanos en la enfermedad ahora conocida como triquinosis (véase también el trabajo de Sir James Paget). Hizo estudios detallados de los braquiópodos y estableció una clasificación que es la que se ha mantenido. Entre los moluscos no solo describió el nautilo (Nautilus pompilius), sino también Spirula spirula (1850) y otros cefalópodos, tanto vivos como extinguidos y fue él quien propuso la división universalmente aceptada de esta clase en dos órdenes: Dibranchiata y Tetrabranchiata (1832). El problemático artrópodo cangrejo de herradura (Limulus polyphemus) fue también el tema de una memoria especial realizada por él en 1873.

### Trabajos sobre peces, reptiles y aves

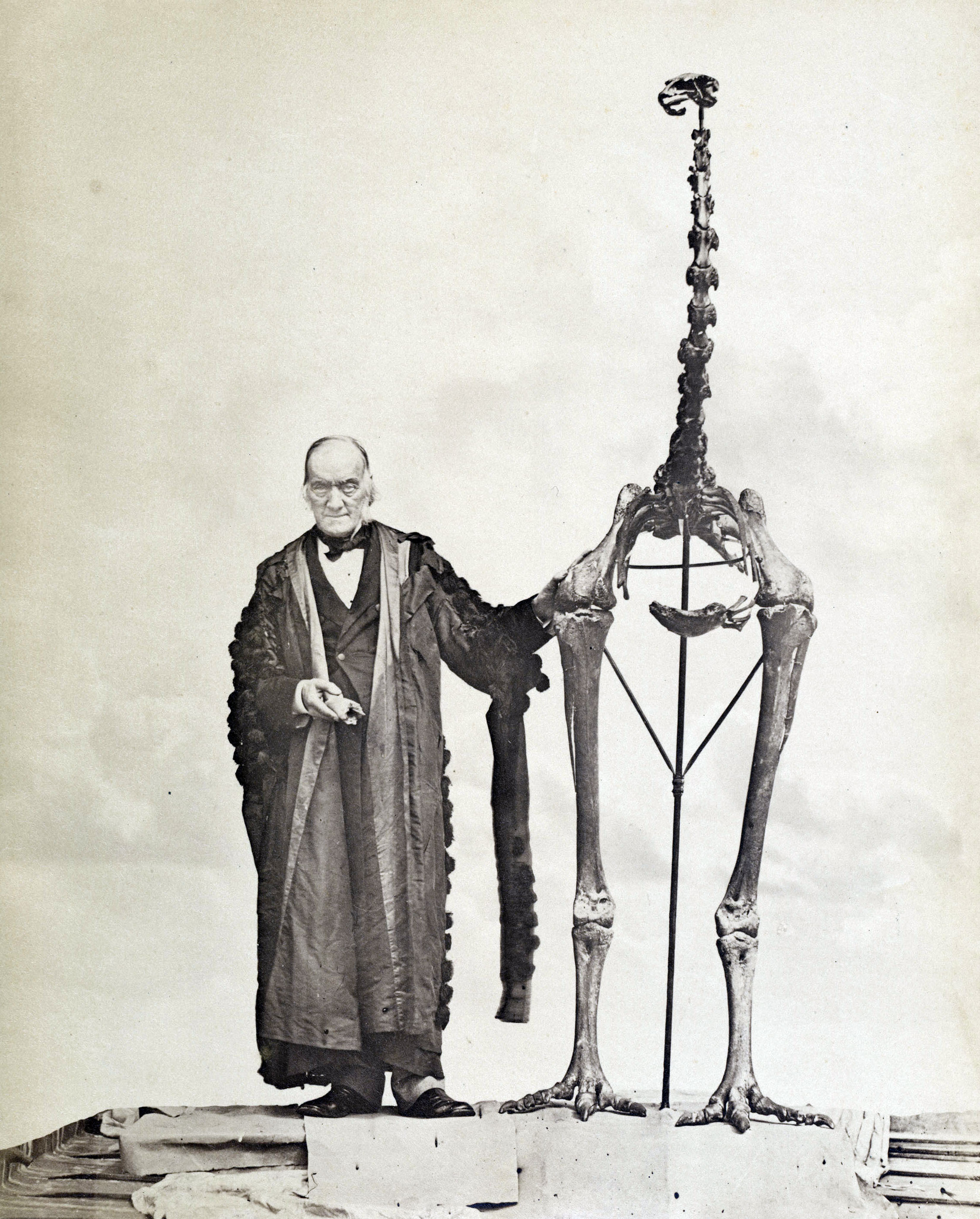
Sir Richard Owen junto a un esqueleto de Dinornis (Moa).

Las descripciones técnicas de los vertebrados que realizó Owen fueron todavía más numerosas y extensas que las dedicadas a los invertebrados. Su Comparative Anatomy and Physiology of Vertebrates (3 vols., London, 1866-1868) fue la investigación más personal desde Leçons d'anatomie comparée de Georges Cuvier. No solo estudió las formas actuales sino que también dedicó una gran atención a los grupos extintos, y siguió los trabajos pioneros de Cuvier sobre paleontología de vertebrados. Muy al principio de su carrera realizó exhaustivos estudios sobre dientes, tanto de animales vivos como extinguidos y publicó su obra, profusamente ilustrada, sobre odontología (1840-1845). Owen descubrió la compleja estructura dental de unos animales extintos que llamó Labyrinthodontia. Entre sus escritos sobre peces, su trabajo sobre un pez africano que llamó Protopterus, fue la base para el descubrimiento de la familia de los dipnoides por parte de Johannes Muller. Owen también mostró la relación entre los peces teleostenos y ganoides, agrupándolos en una única subclase, los Teleostomi.
Entre sus trabajos sobre reptiles, Owen relacionó los esqueletos de formas extinguidas, y sus memorias sobre especímenes británicos fueron reimpresas en su History of British Fossil Reptiles (4 vols., London, 1849-1884). Owen publicó el primer recuento general importante del gran grupo de los reptiles de tierra del Mesozoico, al que dio el ahora familiar nombre de Dinosauria. Owen ha usado 3 géneros de dinosaurios definidos: el carnívoro Megalosaurus, el herbívoro Iguanodon y el acorazado Hylaeosaurus. Owen también fue el primero en reconocer unos curiosos reptiles de principios del Mesozoico con similitudes tanto con anfibios como mamíferos, que llamó Anomodontia. La mayoría de ellos fue obtenida en Sudamérica, empezando en 1845 con (Dicynodon). Con el tiempo, fueron suficientes como para rellenar su Catalogue of the Fossil Reptilia of South Africa, publicado por el Museo Británico en 1876.
Entre sus escritos sobre aves, cabe destacar su clásico trabajo sobre el kiwi (1840-1846), una larga serie de artículos sobre el extinto Moa (Dinornithidae) de Nueva Zelanda, sobre los Aptornis, sobre el Takahe, el dodo, y el Alca gigante. Su monografía sobre el Archaeopteryx (1863) fue también un trabajo muy citado en su época.
Junto con Benjamin Waterhouse Hawkins, Owen ayudó a crear las primeras esculturas de tamaño natural que representaban dinosaurios tal y como debían ser. Algunos modelos fueron creados para la Gran Exhibición de Londres de 1851, pero 33 de ellos fueron creados a propósito cuando el Palacio de Cristal fue recolocado en Sydenham (sur de Londres). Owen fue famoso por ofrecer una cena para 21 célebres científicos dentro del hueco de cemento del interior de un Iguanodon en la noche de fin de año de 1853.

### Trabajos sobre mamíferos
En relación con los mamíferos vivos, las contribuciones más importantes de Owen están relacionadas con los monotremas, marsupiales y monos antropoides. Owen también fue el primero en reconocer y nombrar los dos grupos naturales de Ungulados, aquellos con un número impar de dedos en los pies (Perissodactyla) y aquellos con un número par (Artiodactyla), mientras que describía fósiles en 1848.
Sin embargo, la mayoría de sus trabajos sobre mamíferos trata sobre formas extintas, en las que Owen se había interesado gracias a la colección de fósiles recogida por Darwin en Sudamérica. Los Toxodon, de las pampas, fueron la primera evidencia de un ungulado extinguido, un paquidermo con semejanzas con los roedores (Rodentia), los Edentata y cetáceos herbívoros. El interés de Owen por los mamíferos sudamericanos extinguidos le llevó a la identificación del armadillo gigante, llamado Glyptodon (1839) y sus clásicos trabajos sobre perezosos gigantes Mylodon (1842) y el Megatherium (1860), además de otras importantes contribuciones.
Los simultáneos descubrimientos de huesos fósiles de Nueva Gales del Sur por parte de sir Thomas Mitchell proporcionaron material para los primeros trabajos, de una larga serie, sobre mamíferos extinguidos de Australia, que se reeditaron en forma de libro en 1877. Owen descubrió el Diprotodon y el Thylacoleo, además de los canguros y wombats gigantes. Al mismo tiempo, Owen recogía fósiles de las islas británicas y entre 1844 y 1846 publicó History of British Fossil Mammals and Birds, que fue seguido por otras muchas memorias, especialmente Monograph of the Fossil Mammalia of the Mesozoic Formations (Palaeont. Soc., 1871). Una de sus últimas publicaciones fue un pequeño trabajo titulado Antiquity of Man as deduced from the Discovery of a Human Skeleton during Excavations of the Docks at Tilbury (Londres, 1884).

### Owen y la teoría de la evolución
Después de su viaje en el Beagle, Charles Darwin disponía de una considerable colección de especímenes y el 29 de octubre de 1836 fue presentado por Charles Lyell a Owen, quien estuvo de acuerdo en trabajar en los fósiles recogidos en Sudamérica. El trabajo de Owen reveló que las criaturas gigantes eran roedores y perezosos y, por tanto, que estaban relacionadas con especies actuales que vivían en la misma zona y no con criaturas de África como Darwin pensó en un principio. Parece que este fue uno de los orígenes de la concepción de la teoría de la selección natural.
En cuanto a Owen, rechazó el evolucionismo y se opuso firmemente a la teoría de la selección natural, pues pensaba que la evolución había de estar guiada por factores internos. Así creía Owen que lo demostraba la reproducción de los áfidos: los organismos sin alas se reproducen asexualmente. Sin embargo, después de varias generaciones aparecen larvas aladas, lo que en opinión de Owen demuestra que la aparición repentina de una nueva especie, debida a tendencias ontogenéticas internas, es posible (Owen, 1849).

### Anatomía comparada

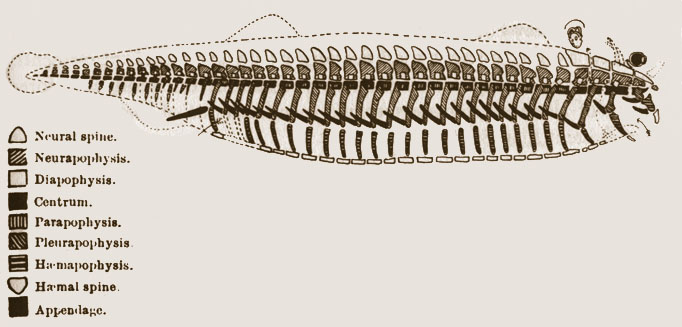
El arquetipo vertebrado según Owen (On the archetype and homologies of the vertebrate skeleton, 1847).

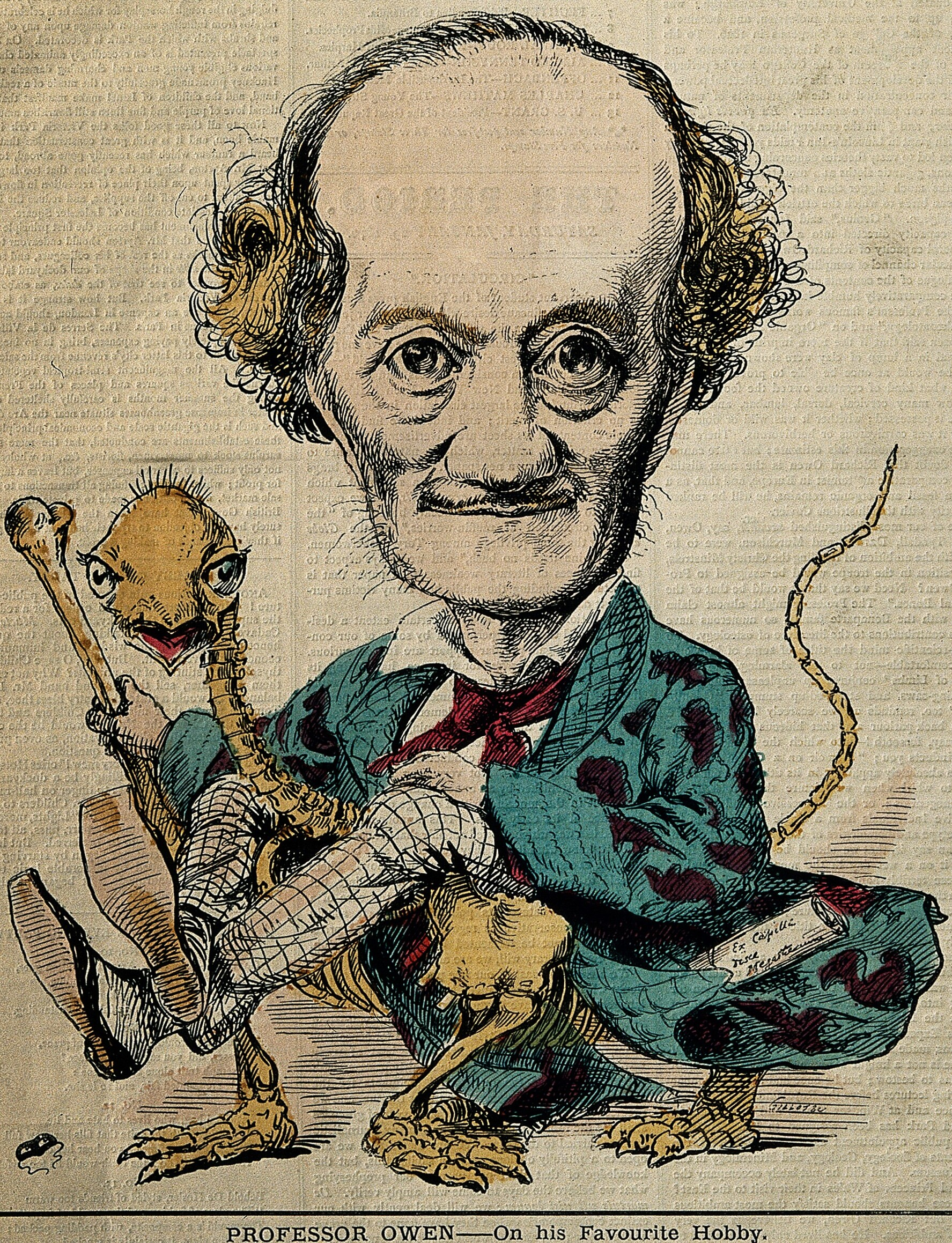
Caricatura de Owen de 1870

Al principio de su carrera, Owen sostuvo una visión funcionalista en torno a las formas orgánicas, hasta el punto de ser llamado el Cuvier Inglés. A partir de 1843, e influido por la anatomía trascendental tanto francesa (Geoffroy Saint-Hilaire) como alemana (Lorenz Oken y Carl Gustav Carus) su investigación se centró en el estudio de las homologías. En sus estudios anatómicos, Owen afirmaba conceder el mismo valor a la forma y a la función, pero en realidad, conforme fue avanzando su carrera, las consideraciones morfológicas se fueron imponiendo a las teleológicas, convirtiéndose en el mayor introductor en Inglaterra de la morfología idealista alemana. Esta actitud se vio reflejada en sus consideraciones en torno a la homología y en su teoría del arquetipo vertebrado.
La lectura de las detalladas memorias y descripciones de Owen requieren una considerable atención a causa de la nomenclatura y sus ambiguas expresiones que harán que su terminología no fuera usada posteriormente. Al mismo tiempo hay que recordar que Owen es un pionero de la nomenclatura anatómica concisa y que, al menos para los vertebrados, sus términos se eligieron según un esquema filosófico que distingue en primer lugar entre la analogía y la homología:

A ‘homologue’ is a part or organ in one organism so answering to that in another as to require the same name. Prior to 1843 the term had been in use, but vaguely or wrongly. ‘Analogue’ and ‘analogy’ were more commonly current in anatomical works to signify what is now deﬁnitely meant by ‘homology.’ But ‘analogy’ strictly signiﬁes the resemblance of two things in their relation to a third; it implies a likeness of ratios. An ‘analogue’ is a part or organ in one animal which has the same function as a part or organ in another animal. A ‘homologue’ is the same part or organ in diﬀerent animals under every variety of form and function
 Owen 1866, Vol. 1, p. xii

Asimismo, Owen llevó a cabo una clasificación de los distintos tipos de homología: la homología especial (aquella establecida entre los órganos de dos especies distintas), la homología general (aquella establecida entre los órganos de una especie y los del arquetipo) y la homología serial (aquella establecida entre las partes de un mismo individuo).
La teoría de Owen Archetype and Homologies of the Vertebrate Skeleton (1848), describe la estructura de los vertebrados como si estuviera basada en una serie de segmentos fundamentales iguales, cada uno modificado por su posición y su función.
La concepción de Owen de la scala naturae no era la de una escala lineal, sino que la consideraba repleta de ramificaciones, concepción que hereda de Karl Ernst von Baer. Dentro de cada categoría taxonómica, Owen creía en la existencia de un desarrollo gradual y progresivo.

### Partenogénesis
Los trabajos de Owen sobre la partenogénesis publicados en 1849 contienen la esencia de la teoría del plasma germinal realizada más tarde por August Weismann. Owen también realizó algunas especulaciones sobre la sucesión de los géneros y las especies y su posible derivación. En concreto se refería a las formas sucesivas de caballo (1868) y cocodrilo (1884) aunque nunca estuvo claro si admitía las teorías modernas sobre la evolución.

## Legado
Muchas de las ideas de Owen se han demostrado inválidas, especialmente cuando se consideran desde el punto de vista de la embriología, que Owen ignoró sistemáticamente en sus trabajos. No obstante, la contribución de Owen fue fundamental para la anatomía comparada y algunos de sus conceptos, como la distinción entre analogía y homología y su distinción entre distintos tipos de homología se mantienen en vigor.

## Abreviatura (zoología)
La abreviatura Owen  se emplea para indicar a Richard Owen como autoridad en la descripción y taxonomía en zoología.